# Kukuła czerwonoczuba
Kukuła czerwonoczuba (Dasylophus superciliosus) – gatunek ptaka z rodziny kukułkowatych (Cuculidae) występujący dość licznie na Filipinach.

## Systematyka
Takson ten po raz pierwszy został opisany przez Dumonta w 1823 roku jako Phænicophaus superciliosus na podstawie okazu znalezionego na Filipinach. Przez część systematyków wydzielany do monotypowego rodzaju Dasylophus, natomiast przez innych włączany do rodzaju Phaenicophaeus. 

### Podgatunki
Wyróżniono dwa podgatunki:
- D. superciliosus cagayanensis (Rand & Rabor, 1967)
- D. superciliosus superciliosus (Dumont, 1823)

## Występowanie
Ptak ten występuje endemicznie na Filipinach, zasiedlając w zależności od podgatunku:
- D. s. cagayanensis występuje w prowincji Cagayan (północno-wschodni Luzon).
- D. s. superciliosus występuje na Luzonie na południe od prowincji Cagayan.

## Morfologia

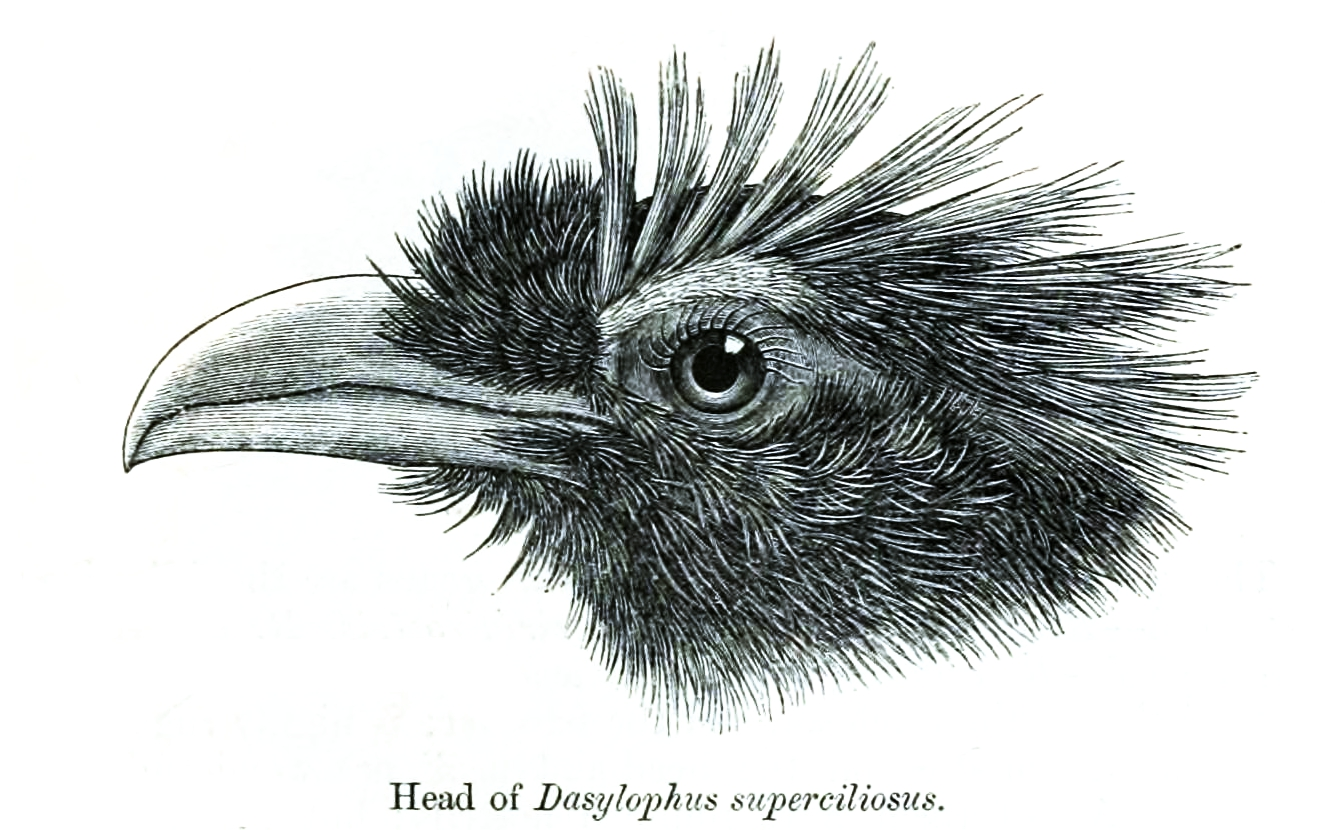
Zbliżenie głowy ptaka z charakterystycznym wzorem piór

Długość ciała 38 cm, masa ciała samców 115 g, samic 120 g. Upierzenie dorosłych osobników połyskująco czarne, na czubku głowy krótki, czerwony grzebień. Końcówki sterówek koloru białego, naga skóra wokół oczu czerwona lub żółtawo-pomarańczowa, tęczówka żółta. Dziób koloru jasnozielonego z pomarańczowym paskiem u jego podstawy. Skok i place z przodu zielonkawe, z tyłu żółte. Upierzenie młodych całe czarne lub brązowe na czole, bez czerwonego grzebienia (grzebień rozwija się stopniowo zastępując brązowe czoło). Białe końcówki na sterówkach ogonowych mniejsze, dziób brązowo-zielony. Grzebień u podgatunku cagayanensis krótszy, upierzenie na piersi bledsze.

## Tryb życia
Ptak ten zasiedla lasy, również łąki z krzewami, odnotowany na wysokości 100–800 metrów n.p.m.
Na pokarm składają się duże owady (pasikonikowate, chrząszcze), również dżdżownice czy jaszczurki. Skrada się i skacze w splotach winorośli, łapiąc owady, które spadają z gałęzi.
Okres rozrodczy przypada na maj – czerwiec. Wygląd i budowa gniazda nieznane. Młode nieopierzone do czasu osiągnięcia masy ciała 60 g.

## Status i ochrona
W Czerwonej księdze gatunków zagrożonych Międzynarodowej Unii Ochrony Przyrody został zaliczony do kategorii LC (najmniejszej troski). Gatunek nie jest globalnie zagrożony. Wydaje się, że występuje często w lasach, choć te zostały mocno przetrzebione na całym areale występowania tego gatunku. Obecny w zdegradowanych lasach zlewni rzeki Angat, na północ od Manili, gdzie lasy przetrwały, ponieważ znajdują się na terenach ważnych dla stolicy ze względu na zaopatrzenie w wodę. Spotykany również w Parku Narodowym Quezon Memorial w centralnym Luzonie, ale siedlisko tego ptaka jest zagrożone, przez nadmierne jego wylesianie, pomimo statusu chronionego. Populacja powinna być monitorowana w celu określenia aktualnego stanu liczebnego.